# سایفون فیلتر
سایفون فیلتر (به انگلیسی: Syphon Filter) یک بازی ویدئویی در سبک مخفی‌کاری و تیراندازی سوم شخص است که توسط شرکت آیدتیک توسعه یافته و به‌وسیلهٔ ۹۸۹ استودیوز برای کنسول پلی‌استیشن منتشر شده‌است. این بازی برای اولین بار در ۳۱ ژانویه ۱۹۹۹ در آمریکای شمالی، ۹ ژوئیه ۱۹۹۹ در اروپا و ۱۲ اوت ۱۹۹۹ در ژاپن عرضه شد. این اولین قسمت از مجموعه بازی‌های سایفون فیلتر به‌شمار می‌رود و داستان آن دربارهٔ دو مأمور ویژه به نام‌های گابریئل لوگان و لیان شینگ است که توسط دولت ایالات متحده وظیفهٔ دستگیری یک تروریست بین‌المللی واقع در نپال را بر عهده دارند. دنباله‌ای برای این بازی با عنوان سایفون فیلتر ۲ در سال ۲۰۰۰ منتشر شد.

## داستان
در سال ۱۹۹۹، گابریل لوگان و همکارش لیان شینگ در حال بررسی یک سری شیوع بیماری‌های بیولوژیکی هستند که توسط گروه تروریستی بین‌المللی "بلک بیتون" به رهبری اریش رومر ایجاد شده‌اند. وقتی مأمور دیگر به نام الیس در حین مأموریت در کاستاریکا ارتباطش قطع می‌شود، آژانس محرمانه، گاب و لیان را برای یافتن او می‌فرستد. آنها متوجه می‌شوند الیس مرده و عملیات مشکوک مواد مخدر رومر در واقع پوششی برای عملیات ویروسی بوده است.
شیوع دیگری در نپال سوالات بیشتری ایجاد می‌کند وقتی فردی که باید بر اثر عفونت می‌مرد، به طرز معجزه‌آسایی زنده می‌ماند. قبل از اینکه آژانس بتواند رومر را تعقیب کند، او به واشنگتن دی.سی حمله می‌کند و تهدید می‌کند بمب‌های ویروسی پخش شده در سطح شهر را منفجر کند. گاب با چندین تروریست از جمله مارا آراموف می‌جنگد و مسیر بمب‌ها را از خیابان‌های شهر و مترو تا نشنال مال و در نهایت بنای یادبود آزادی دنبال می‌کند، جایی که باید آنتون ژیردو، متخصص مهمات را از بین ببرد تا آخرین تهدید خنثی شود.
تحقیقات گاب او را به سرنخ جدیدی در شرکت فارکام می‌رساند، یک شرکت چندملیتی دارویی و بیوتکنولوژی که جاناتان فاگان ریاست آن را بر عهده دارد. مزرعه کاستاریکا در حال پرورش ترکیبات فارکام بود، یعنی فاگان و رومر با هم همکاری می‌کردند. در مرکز نمایشگاه فارکام، گاب فاگان را تا محل ملاقاتش با آراموف و ادوارد بنتون، یک خائن ظاهری از آژانس که در حمله به واشنگتن به رومر کمک کرده بود، تعقیب می‌کند.
پس از اینکه گاب بنتون را از بین می‌برد، فاگان را از ترور نجات می‌دهد اما او فرار می‌کند. مارا آراموف که حالا در بازداشت است، سعی کرده بود آزمایشگاه‌های ویروس فارکام را پیدا کند. گاب باید تعقیب فاگان را کنار بگذارد تا پایگاه رومر در قزاقستان را نابود کند. در حین این مأموریت، به نظر می‌رسد رومر لیان را می‌کشد، اما توماس مارکینسون، مدیر آژانس، گاب را نجات می‌دهد. مارکینسون گزارشی درباره ویروس "سایفون فیلتر" به گاب می‌دهد، یک سلاح بیولوژیکی که می‌توان آن را در سطح ژنتیکی برای هدف قرار دادن گروه‌های خاصی از مردم برنامه‌ریزی کرد. مارکینسون به گاب دستور می‌دهد به پایگاه رومر در اوکراین نفوذ کند، به سوژه‌های آزمایشی واکسن تزریق کند، دانشمندان آنجا را بکشد و فاگان را که حالا زندانی رومر است پیدا کند.
در دخمه‌ها، فاگان به گاب می‌گوید لیان زنده است و آنها دوباره به هم می‌پیوندند. لیان به سایفون فیلتر آلوده شده و می‌گوید درمان جهانی برای آن وجود ندارد. مارا آراموف می‌رسد تا فاگان را بکشد، اما به گاب و لیان قول می‌دهد که برای کمک آمده. این سه نفر به انبارهای فارکام می‌روند تا از پرتاب موشک توسط رومر جلوگیری کنند. لیان فاش می‌کند سرمی که گاب به سوژه‌های آزمایشی تزریق کرده در واقع یک ماده کشنده بوده و مارکینسون قصد کشتن آنها را داشته است.
گاب با استفاده از درگیری بین تروریست‌های رومر و پرسنل امنیتی فاگان، به داخل سیلو نفوذ می‌کند و به دنبال کدهای انفجار موشک می‌گردد. او مارکینسون را پیدا می‌کند که اعتراف می‌کند آژانس در واقع تمام این مدت با بلک بیتون همکاری می‌کرده. رومر برای مارکینسون کار می‌کرده، چون او می‌خواسته ویروس در اختیار آژانس باشد. او هرگز اجازه حمله موشکی را نداده بود، اما قبل از اینکه بتواند آن را متوقف کند، رومر با شلیک به سر او را می‌کشد. گاب باید به مرکز کنترل موشک برسد و آن را نابود کند. رومر عصبانی با گاب درگیر می‌شود، اما با نارنجک گاز کشته می‌شود.
پس از اتمام مأموریت، گاب و لیان از فرماندهی دفاع شیمیایی و بیولوژیکی ارتش آمریکا (CBDC) درخواست می‌کنند تا منطقه را امن کنند. آنها نمی‌دانند مارکینسون تا چه حد با رومر و فاگان همکاری می‌کرده، اما گاب معتقد است شاید هرگز نفهمند. در صحنه پس از تیتراژ، آراموف به مرد مرموزی در مقر آژانس نزدیک می‌شود و چیزی در گوشش زمزمه می‌کند. مرد به او تبریک می‌گوید در حالی که دوربین جعبه‌های فارکام را در دفتر نشان می‌دهد.